# Bischapur
Koordinaten: 29° 46′ 40″ N, 51° 34′ 15″ O

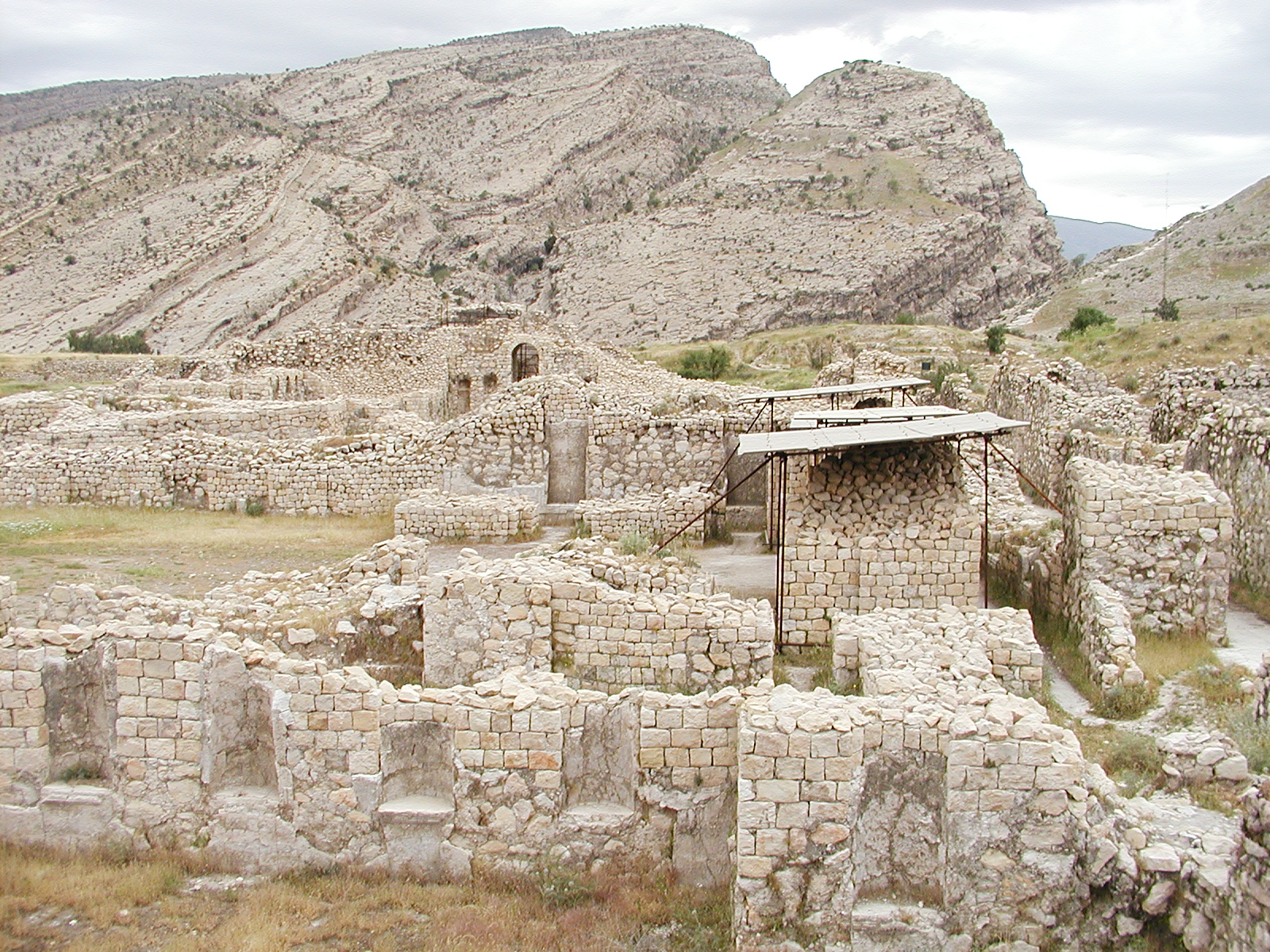
Die Ruinen von Bischapur

Bischapur („[schöne] Stadt des Schapur“, auch Veh-Shapur, eigentlich „gut/besser [ist] Schapur“) war eine sassanidische Residenzstadt. Sie liegt in der Provinz Fars etwas westlich von Schiras, 23 km (westlich) nördlich des modernen Kāzerūn (Iran) auf einer Straße von der Persis nach Elam, die wiederum Istachr mit Ktesiphon verband.

## Geschichte
Der Ort war schon in elamitischer und parthischer Zeit besiedelt, wurde nach einer Inschrift im Jahr 266 aber von Schapur I. neu gegründet. Die Stadt erhielt nach dem hippodamischen Prinzip einen rechteckigen Grundriss mit einem schachbrettartigen Stadtplan. Es wird vermutet, dass dies auf römische Gefangene der Schlacht von Edessa zurückgeht, die beim Bau der Stadt eingesetzt wurden.
Die ersten Ausgrabungen fanden in den 1930er Jahren durch Roman Ghirshman und Georges Salles statt.

## Archäologie
Die Überreste von Bischapur bestehen heute aus drei Komplexen. Es gibt die eigentliche Stadt, es gibt eine Festung und es gibt nicht weit im östlich gelegenen Nebental an den südlichen Felswänden sechs Felsreliefs, die vor allem Schapur I. aber auch andere Herrscher feiern. Hans Henning von der Osten nahm an, dass diese Reliefs in hellenistischer Machart iranische Inhalte verkörpern, die ebenfalls auf gefangene römische Steinmetzen hinweisen. In einigem Abstand dazu im selben Tal weiter im Osten hoch über dem Tal in der nördlichen Bergkette gibt es auch eine Höhle mit einer acht Meter hohen Kolossal-Statue Schapurs I. Dies war vielleicht das Grabmonument des Herrschers.

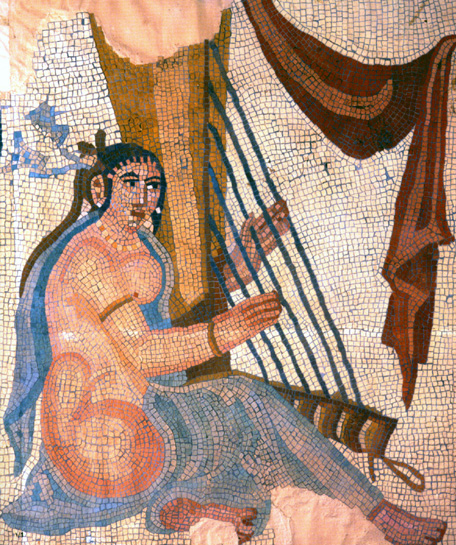
Mosaikdetail aus der Palastanlage Schapurs I., 3. Jahrhundert

Die eigentliche Stadt ist bisher nur zum kleinen Teil erforscht. Vor allem die Ruinen des Palastes von Bischapur stehen heute noch bis zu einer beachtlichen Höhe. Zentrum des Komplexes war eine kreuzförmige Anlage, die wohl aus einem Hof und vier Iwans bestand (von den Ausgräbern als Kuppelsaal rekonstruiert, doch scheint dies aus statischen Gründen nicht möglich). Es handelt sich um den Thronsaal des Palastes, in dessen Wände sich Nischen befanden, die einst sicherlich Statuen des Herrschers enthielten. Der ganze Palast war mit Mosaiken dekoriert, die mit dem Kult des griechischen Dionysos in Zusammenhang gebracht wurden, stilistisch (eindeutig) hellenistischen Einfluss zeigen und vermutlich ebenfalls von römischen Gefangenen entworfen und erstellt wurden.

## Die Felsreliefs
- Das erste Relief ist der Investitur von Schapur I. gewidmet. Das Relief ist nicht gut erhalten. Es zeigt zwei sich gegenüber stehende Reiter. Ahura Mazda überreicht dem Herrscher den Ring der Macht.

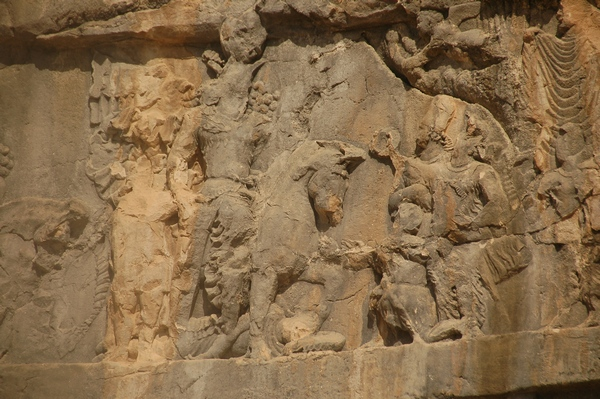
Schapur I. mit Gordianus III., Philippus Arabs und Valerianus

- Das zweite Relief feiert den Sieg von Schapur I. über die Römer. Der römische Kaiser Philippus Arabs kniet vor dem Herrscher. Gordian III. liegt getötet unter dem Pferd des Herrschers. Valerian, der von dem Herrscher gefangen genommen wurde, erscheint neben diesen und wird von Schapur I. festgehalten. Die Szene wird von hohen sassanidischen Beamten flankiert.
- Ein drittes Relief feiert ebenfalls den Sieg von Schapur I. über diverse Feinde. Philippus Arabs und Valerian sind dargestellt. Es erscheinen Elefanten, was einen Sieg über die Kuschana andeutet.
- Das vierte Relief stammt von Bahram I. (273–276) und zeigt eine Delegation von Arabern.
- Das fünfte Relief zeigt die Investitur von Bahram I.
- Das letzte Relief stammt von Schapur II. (309–379) und zeigt die Unterdrückung eines Aufstandes. Der Herrscher ist in der Mitte frontal dargestellt, wie er auf einem Thron sitzt. Es kommen Höflinge zu ihm und schließlich Gefangene.
- Südlich von Bischapur, am Felsen von Sar Maschhad[6] (in Kazerun (Verwaltungsbezirk)), wird, dort erstmals in der sassanidischen Kunst aufgriffen von Bahram II., der „König als Jäger“[7] dargestellt.